# Aplousina anxiosa
Aplousina anxiosa är en mossdjursart som beskrevs av Gordon 1986. Aplousina anxiosa ingår i släktet Aplousina och familjen Calloporidae. Inga underarter finns listade i Catalogue of Life.